# 马路镇 (东兴市)
马路镇，是中华人民共和国广西壮族自治区防城港市东兴市下辖的一个乡镇级行政单位。位于广西东兴市西北部，距东兴市16公里。

## 行政区划
马路镇下辖以下地区：
兴桂社区、马路村、大桥村、平丰村、竹围村、大旺村、冲榄村、吊应村、北联村和火光农场生活区。